# Lolita City
Lolita City fu un sito statunitense del dark web, accessibile utilizzando il software Tor, nel quale venivano condivise e vendute illegalmente immagini pedopornografiche. A giugno del 2014 presentava quasi quindicimila utenti. Ad oggi,il sito è diventato inaccessibile per ragioni che sono ancora motivo di dibattito.

## Caratteristiche
In quanto servizio nascosto, Lolita City operava tramite lo pseudo-dominio di primo livello .onion, ed era raggiungibile solamente attraverso la rete Tor. Il sito, impostato allo stesso modo di quelli legali, presentava e proponeva modelli e tipologie di immagini e video softcore che gli utenti potevano seguire e scaricare, sotto pagamento. I soggetti, nella maggior parte dei casi di sesso femminile, variavano da neonati a diciassettenni. A giugno del 2013, Lolita City ospitava 1,4 milioni di immagini disponibili, per un totale di 100 gigabyte.

## Intervento degli Anonymous

Logo di Anonymous

Ad ottobre del 2011, il collettivo di hacktivisti "Anonymous" ha lanciato l'Operazione Darknet, atta ad interrompere le attività dei siti di pedopornografia accessibile tramite servizi nascosti. In pochi mesi, Anonymous, che ha affermato di aver trovato il sito attraverso The Hidden Wiki, ha esposto tramite link pastebin i nomi utente di oltre 1500 membri e utenti di Lolita City, insieme alla data di iscrizione e al numero di immagini caricate, ed ha reso il sito inaccessibile per un breve periodo di tempo.